# Henrique Adriano Buss
Henrique Adriano Buss (Marechal Cândido Rondon, 14 oktober 1986) - alias Henrique - is een Braziliaans voetballer die doorgaans als centrale verdediger speelt. Hij verruilde Fluminense in januari 2018 transfervrij voor Corinthians. Henrique debuteerde in 2014 in het Braziliaans voetbalelftal.

## Clubcarrière
Henrique speelde vanaf zijn tiende bij Coritiba in de jeugd en kwam sinds 2006 ook voor het eerste elftal uit. Met deze club werd hij in 2007 kampioen van de Série B. Hij groeide in twee jaar uit tot een van de dragende krachten van het team, en dat bleef niet onopgemerkt. Het seizoen 2008 begon Henrique nog bij Coritiba, maar al snel werd interesse van andere clubs concreet. Coritiba had dringend geld nodig en de organisatie die een deel van zijn transferrechten bezat, zag een transfer ook wel zitten. Dit resulteerde in een transfer naar Palmeiras, waarmee de verdediger het kampioenschap van de staat São Paulo won. Midden in het seizoen 2008 werd Henrique gekocht door FC Barcelona voor acht miljoen euro. Palmeiras liet hem liever niet gaan, maar wederom speelde de organisatie die de meeste transferrechten in handen had, een cruciale rol. FC Barcelona verhuurde hem voor het seizoen 2008/09 aan Bayer Leverkusen.

## Clubstatistieken
| Seizoen    | Club               | Competitie       | Wedstr | Goals |
| ---------- | ------------------ | ---------------- | ------ | ----- |
| 2006       | Coritiba           | Série B          | 28     | 3     |
| 2007       | Coritiba           | Série B          | 30     | 3     |
| 2008       | Palmeiras          | Série B          | 5      | 1     |
| 2008       | FC Barcelona       | Primera División | 0      | 0     |
| 2008/09    | → Bayer Leverkusen | Bundesliga       | 27     | 0     |
| 2009/10    | → Racing Santander | Primera División | 22     | 1     |
| 2010/11    | → Racing Santander | Primera División | 35     | 2     |
| 2011       | → Palmeiras        | Série A          | 21     | 3     |
| 2012       | Palmeiras          | Série A          | 28     | 1     |
| 2013       | Palmeiras          | Série B          | 28     | 1     |
| 2014       | Palmeiras          | Série A          | 3      | 0     |
| 2013/14    | Napoli             | Serie A          | 11     | 1     |
| 2014/15    | Napoli             | Serie A          | 11     | 0     |
| 2015/16    | Napoli             | Serie A          | 0      | 0     |
| 2016       | Fluminense         | Série A          | 37     | 1     |
| 2017       | Fluminense         | Série A          | 29     | 1     |
| 2018       | Corinthians        | Série A          | 0      | 0     |
| Bijgewerkt | 21 maart 2018      | Totaal           | 315    | 18    |

## Interlandcarrière
Henrique debuteerde in juni 2008 in een oefenwedstrijd tegen Venezuela in het Braziliaans nationaal elftal. Op het wereldkampioenschap voetbal 2014 kwam hij in één duel, de kwartfinale tegen Colombia (2–1 winst) in actie.

## Erelijst
| Competitie       |          |          |          |          |
| Competitie       | Aantal   | Jaren    |          |          |
| Coritiba         | Coritiba | Coritiba | Coritiba | Coritiba |
| ---------------- | -------- | -------- | -------- | -------- |
| Kampioen Série B | 1x       | 2007     |          |          |
| Palmeiras        |          |          |          |          |
| Copa do Brasil   | 1x       | 2012     |          |          |
| Kampioen Série B | 1x       | 2013     |          |          |
| Napoli           |          |          |          |          |
| Coppa Italia     | 1x       | 2013/14  |          |          |
| Supercoppa       | 1x       | 2014     |          |          |

1 Souza ·
2 Matheuzinho ·
3 F. Torres ·
5 Ramalho ·
6 Palacios ·
7 Maycon ·
8 Charles ·
9 Alberto ·
10 Garro ·
11 Romero · 
13 Henrique ·
14 Raniele ·
17 Giovane ·
19 Carrillo ·
20 Raul ·
21 Bidu ·
22 H. Hernández ·
25 Cacá ·
27 Bidon ·
31 Kayke ·
32 Donelli ·
35 Mana ·
37 Ryan ·
41 R. Santos ·
43 Magno ·
46 Hugo ·
47 Tchoca ·
70 J. Martínez ·
77 Coronado ·
80 Santana ·
94 M. Depay ·
Coach: R. Díaz
1 Jefferson ·
2 Dani Alves ·
3 Thiago Silva  ·
4 David Luiz ·
5 Fernandinho ·
6 Marcelo ·
7 Hulk ·
8 Paulinho ·
9 Fred ·
10 Neymar ·
11 Oscar ·
12 Júlio César ·
13 Dante Bonfim ·
14 Maxwell ·
15 Henrique ·
16 Ramires ·
17 Luiz Gustavo ·
18 Hernanes ·
19 Willian ·
20 Bernard ·
21 Jô ·
22 Victor ·
23 Maicon ·
Coach: Scolari